# گروه (یگان نظامی)
گروه یا نیم‌رَسَد یکی از یگان‌های نظامی است. هر گروه معمولاً از ۲۰ تا ۳۰ سرباز تشکیل می‌شود. سه یا چهار گروه با هم یک دسته را تشکیل می‌دهند. فرمانده یک گروه معمولاً گروهبان است.